# Нортруп
Нортруп (њем. Nortrup) општина је у њемачкој савезној држави Доња Саксонија. Једно је од 34 општинска средишта округа Оснабрик. Према процјени из 2010. у општини је живјело 2.973 становника. Посједује регионалну шифру (AGS) 3459028.

## Географски и демографски подаци
Нортруп се налази у савезној држави Доња Саксонија у округу Оснабрик. Општина се налази на надморској висини од 31 метра. Површина општине износи 27,1 km². У самом мјесту је, према процјени из 2010. године, живјело 2.973 становника. Просјечна густина становништва износи 110 становника/km².